# 伊予土居站
伊予土居站（日语：／ Iyodoi eki */?）是位在日本愛媛縣四國中央市土居町、隸屬於四國旅客鐵道（JR四國）的鐵路車站。車站編號為Y26。以通學乘客為主，只停靠普通列車。現時為簡易委託站。站牌標示本站是「土居三山的山腰車站」（土居三山の麓の駅）。國鐵時代部份特急及急行列車會停靠本站。JR四國接手後，有關安排遭取消。

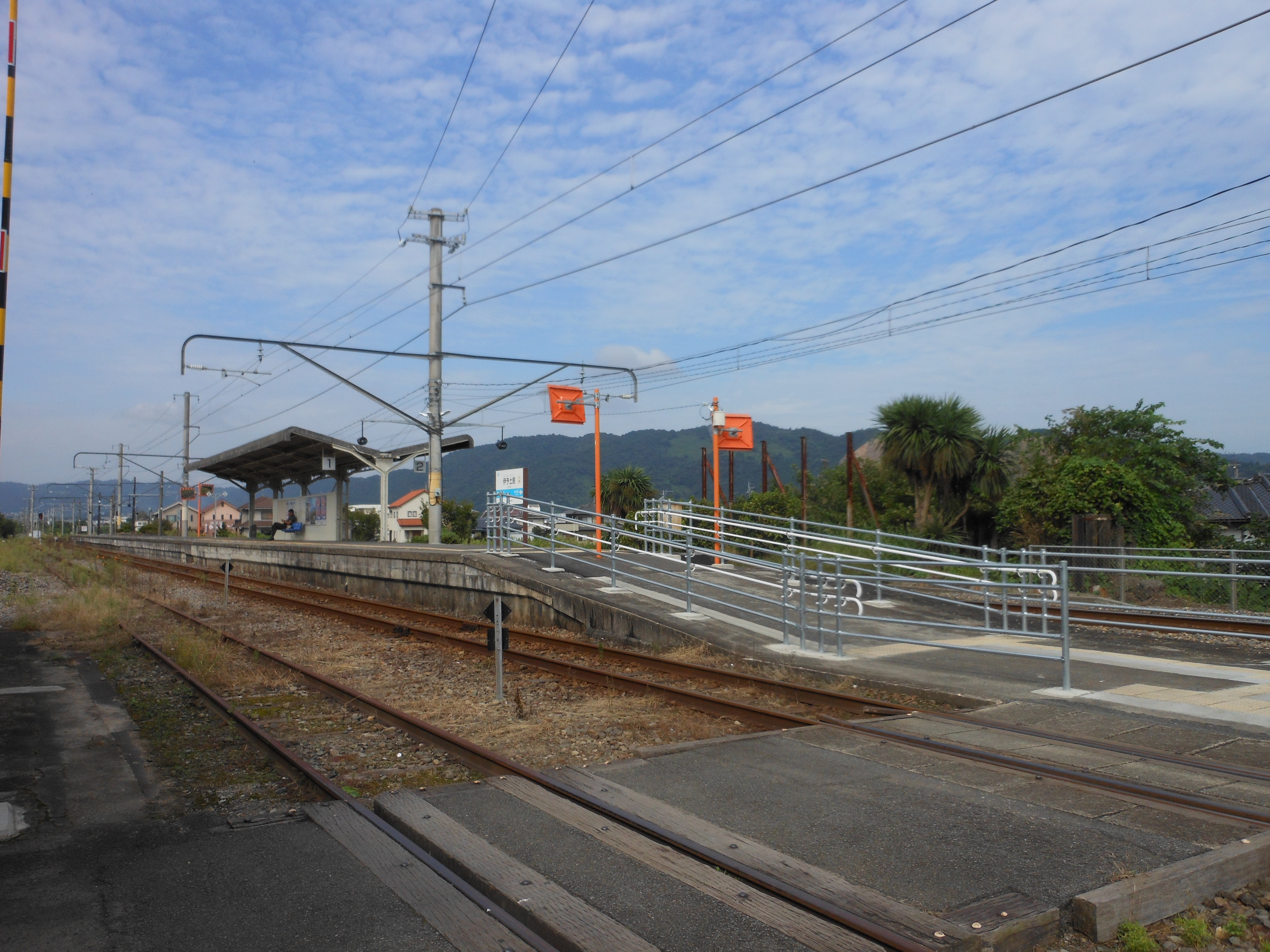
月台遠景（2015年9月）

## 車站結構
現存單層木製建築一座，設有售票處、候車大堂、洗手間及自動售票機等基本設施，無人化後，由非JR四國人員於早上時段於售票窗口售票，其餘時間則透過自動售票機售票。

## 歷史
- 1919年9月1日：開業。
- 1987年4月1日：日本國鐵分割民營化，車站經營權由JR四國繼承。
- 2010年10月1日：因應JR四國精簡人手，改為無人化[1]及簡易委託化。

## 相鄰車站
四國旅客鐵道
■予讚線
■快速「Sunport」、■普通
赤星（Y25）－伊予土居（Y26）－關川（Y27）